# Conchagem
Conchagem é uma das etapas da produção do chocolate, tendo sido criado por Rodolphe Lindt em 1880. O nome tem origem no formato do seu protótipo, um recipiente grande feito em formato de concha, dentro do qual uns cilindros de granito prosseguem a moagem do chocolate até este ficar com textura macia e aveludada na qual as partículas tenham entre 18 e 20 mícrones. Os rolos das conchas movimentam-se para frente e para trás a massa de chocolate em um processo que pode levar de algumas horas a sete dias.
Nessa fase também ocorre a incorporação de manteiga de cacau à massa de cacau; a massa é revolvida continuamente, até se transformar em um líquido espesso e cremoso, desenvolvendo o aroma e o sabor que caracterizam o chocolate. Essa etapa, por ser realizada em temperatura elevada (60 °C a 80 °C), reduz a umidade, elimina compostos voláteis indesejados, equilibra os aromas (incorporação eventual de baunilha) e dá à emulsão uma textura aveludada.

## História

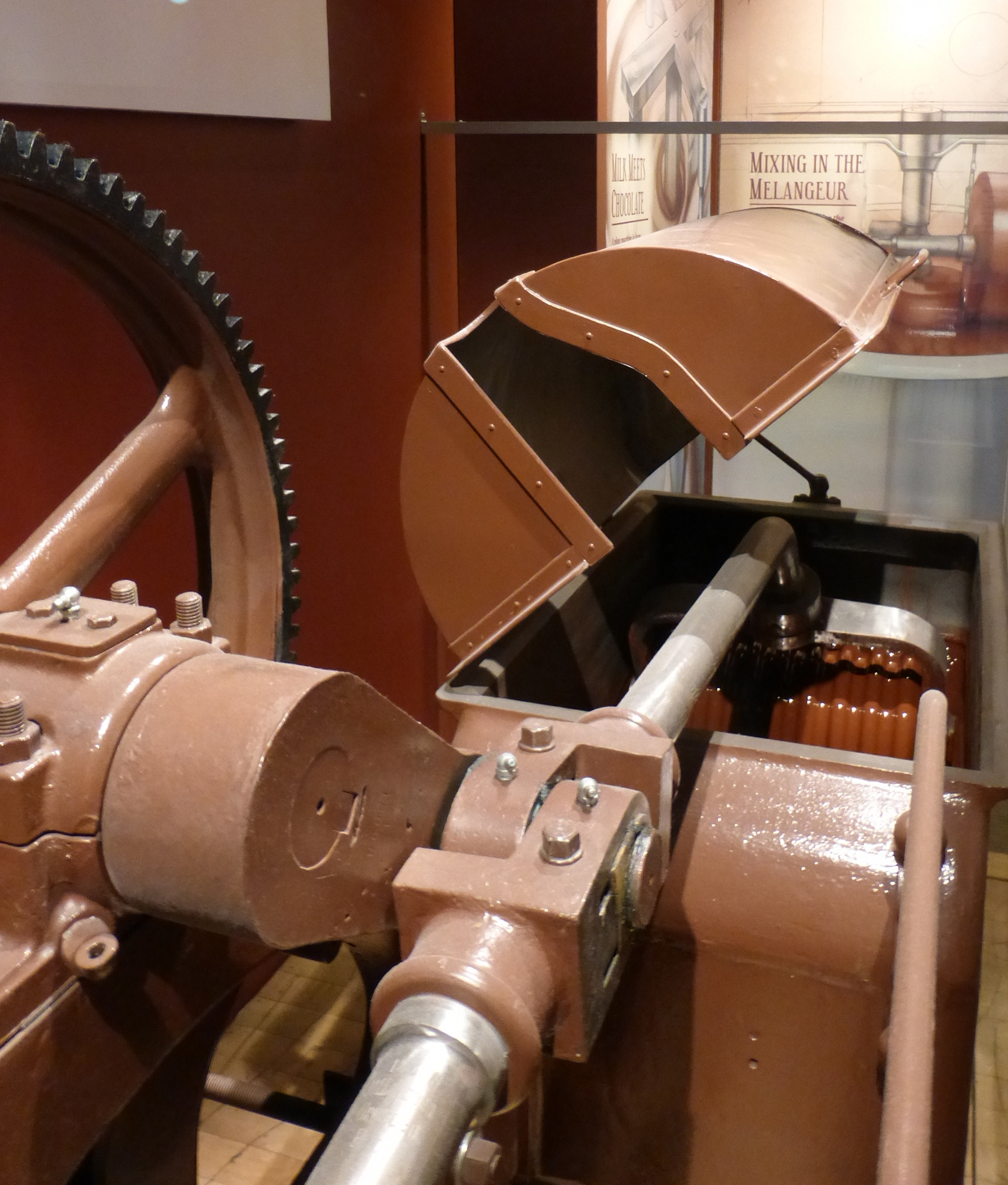
Uma conche Hershey do início de 1900, em exibição como parte da coleção Hershey Story

Rodolphe Lindt inventou a "conche" em Berna, Suíça, em 1879. Produzia chocolate com aroma e características de fusão superiores em comparação com outros processos usados na época. A empresa de chocolate Lindt afirma que Lindt (talvez por engano) permitiu que uma batedeira contendo chocolate funcionasse durante um fim de semana (ou possivelmente durante a noite, de acordo com outras variantes da história possivelmente apócrifa). Ao retornar ao dispositivo, Lindt reconheceu que o produto final tinha propriedades diferentes do chocolate convencional da época, com textura menos granular e maior brilho do que o chocolate convencional da época, que geralmente era "arenoso" quando solidificado devido ao presença de cristais de manteiga de cacau não ideais. A invenção de Lindt tornou a produção em massa de barras de chocolate mais prática, eventualmente substituindo as bebidas de chocolate como o principal meio de consumo de chocolate em massa.